# Milena Smit
Milena Smit, all'anagrafe Elisabeth Milena Smit Márquez (Elche, 5 ottobre 1996), è un'attrice spagnola, candidata a due Premi Goya.

## Filmografia

### Cinema
- Non uccidere, regia di David Victori (2020)
- Madres paralelas, regia di Pedro Almodóvar (2021)
- Tin & Tina, regia di Rubin Stein (2023)
- Il buco - Capitolo 2, regia di Galder Gaztelu-Urrutia (2024)

### Televisione
- La resistencia - serie TV, (2020)
- Alma - serie TV, (2021)
- La ragazza di neve - serie TV, (2023)

## Riconoscimenti
- Premio Goya
  - 2021 – Candidatura alla miglior attrice rivelazione nel film Non uccidere[1]
  - 2021 – Candidatura alla miglior attrice protagonista nel film Madres paralelas
- Premio Días de Cine
  - Premio 'El Resplandor[2]

## Doppiatrici italiane
Nelle versioni in italiano nelle opere in cui ha recitato, Milena Smit è stata doppiata da: 
- Joy Saltarelli in Madres paralelas, Tin & Tina
- Lucrezia Marricchi in Non uccidere
- Veronica Puccio in Alma
- Ughetta D'Onorascenzo ne La ragazza di neve
- Ludovica Bebi in Il buco - Capitolo 2